# Enna III Aignech
Enna III Aignech („o Doskonałej Gościnności”) – legendarny zwierzchni król Irlandii z dynastii Milezjan (linia Eremona) w latach 118-108 p.n.e. Syn Aengusa III Tuirmecha Temracha („Płodnego z Tary”), zwierzchniego króla Irlandii.
Objął, według średniowiecznej irlandzkiej legendy i historycznej tradycji, władzę w wyniku zabójstwa swego poprzednika, Niada Sedamaina. Są rozbieżności w źródłach, co do czasu jego rządów. Roczniki Czterech Mistrzów podały dwadzieścia, Księga najazdów Irlandii („Lebor Gabála Érenn”) podała dwadzieścia osiem, zaś Roczniki z Clonmacnoise podały dziesięć lat rządów. Zginął w bitwie pod Ard-Crimthainn z ręki swego następcy, Crimthanna Cosgracha („Zwycięskiego”), wnuka arcykróla Fergusa I Fortamaila („Silnego” lub „Walecznego”). 

## Potomstwo
Enna pozostawił po sobie syna:
- Labraid Lorc („Morderca”), miał syna:
  - Blathacht, miał syna:
    - Essaman Emna, miał syna:
      - Roigen Ruad („Czerwony”), miał syna:
        - Finnloga, miał syna:
          - Finn, miał z Benią, córką Crimthanna, dwóch synów:
            - Eochaid IX Feidlech, przyszły zwierzchni król Irlandii
            - Eochaid X Airem, przyszły zwierzchni król Irlandii